# NGC 6876
NGC 6876 је елиптична галаксија у сазвежђу Паун која се налази на NGC листи објеката дубоког неба.
Деклинација објекта је - 70° 51' 30" а ректасцензија 20h 18m 19,1s. Привидна величина (магнитуда) објекта NGC 6876 износи 10,7 а фотографска магнитуда 11,7. Налази се на удаљености од 39,980 милиона парсека од Сунца. NGC 6876 је још познат и под ознакама ESO 73-35, AM 2014-710, PGC 64447.